# Ватерполо репрезентација Турске
Ватерполо репрезентација Турске представља Турску на међународним ватерполо такмичењима. 

## Резултати на међународним такмичењима

### Олимпијске игре
Није учествовала

### Светско првенство
Није учествовала

### Европско првенство
- 1926 - 1962: Није се квалификовала
- 1966: 16. место
- 1970 - 1989: Није се квалификовала
- 1991: 15. место
- 1993 - 2008: Није се квалификовала
- 2010: 10. место
- 2012: 12. место

### Светски куп
Није учествовала

### Светска лига
- 2002 - 2009: Није учествовала
- 2010: Квалификациони турнир
- 2011: Квалификациони турнир
- 2012: Квалификациони турнир